# John McCarthy Roll
John McCarthy Roll (Pittsburgh, 8 de febrero de 1947-Tucson, 8 de enero de 2011) fue un juez federal de los Estados Unidos, que sirvió como juez del Tribunal de Distrito de los Estados Unidos para el Distrito de Arizona.

## Inicios y educación
Nacido en Pittsburgh, Pensilvania, Roll recibió su B.A. de la Universidad de Arizona en 1969, como J.D. de la Facultad de Derecho de la Universidad de Arizona en 1972, y una Maestría en Derecho de la Facultad de Derecho de la Universidad de Virginia en 1990.

## Cargo como juez federal
Roll fue nominado por el presidente George H.W. Bush el 23 de septiembre de 1991 a un escaño en el Tribunal de Distrito de los Estados Unidos para Arizona que estaba vacante por Alfred C. Marquez. Fue confirmado por el Senado de los Estados Unidos el 22 de noviembre de 1991, y fue investido el 25 de noviembre de 1991. Mantuvo ese cargo de Juez Presidente desde 2006 hasta su muerte en 2011.

## Asesinato
Roll fue asesinado el 8 de enero de 2011 en el tiroteo de Tucson, Arizona, cuando un hombre abrió fuego en el evento "Congress on Your Corner" auspiciado por la Representante Demócrata Gabrielle Giffords en las afueras del supermercado Safeway. Posteriormente falleció a causa de los disparos recibidos. Jared Lee Loughner es el único arrestado por el homicidio de McCarthy, aunque se especula que el blanco del ataque fue la congresista Gabrielle Giffords.